# Hans Jelenko
Johannes Paul „Hans“ Jelenko (* 13. Jänner 1943; † 6. Juli 2024) war ein österreichischer Basketballspieler.

## Laufbahn
Der 1,80 Meter große Aufbauspieler Jelenko wurde 1966 mit Union Kuenring Wien sowie 1968, 1969 und 1970 mit EKE Wien österreichischer Staatsmeister. Sein letztes Jahr in der höchsten Spielklasse des Landes war 1970/71, als er als Spielertrainer des SC Zentralsparkasse Wien fungierte. Für die Nationalmannschaft lief er in 24 Länderspielen auf. Jelenko war als beinharter Verteidiger bekannt.
Jelenko, der die Titel Hofrat, Professor und Doktor trug, war hauptberuflich als Lehrer tätig und leitete als Direktor das Gymnasium in der Wiener Maroltingergasse. Im Jahr 2003 war er dort Initiator der Kooperation im Leistungssportzweig. Am Universitätssportinstitut Wien führte er als Dozent Lehrveranstaltungen in den Sportarten Basketball und Fußball durch. Als Vizepräsident gehörte Jelenko zwischen 2007 und 2012 dem Vorstand des Österreichischen Basketballverbandes an.
Er wurde am Heiligenstädter Friedhof bestattet.